# Streptocitta albertinae
Streptocitta albertinae é uma espécie de ave da família Sturnidae.
É endémica da Indonésia.
Os seus habitats naturais são: florestas subtropicais ou tropicais húmidas de baixa altitude e terras aráveis.
Está ameaçada por perda de habitat.